# Izumi (Kagošima)
Izumi (japonsky:出水市 Izumi-ši) je japonské město v prefektuře Kagošima na ostrově Kjúšú. Žije zde okolo 56 tisíc obyvatel. Ve městě působí vysoká škola a 3 střední školy.